# Bádminton en los Juegos Olímpicos de Tokio 2020
El torneo de bádminton en los Juegos Olímpicos de Tokio 2020 se realizó en la Plaza Deportiva Musashino Forest de Tokio del 24 de julio al 2 de agosto de 2021.
En total se disputaron en este deporte cinco pruebas diferentes, dos masculinas (individual y dobles), dos femeninas (individual y dobles) y una mixta (dobles). El programa de competiciones se mantuvo como en la edición anterior.

## Calendario
| FG | Fase de grupos | 1/8 | Octavos de final | 1/4 | Cuartos de final | 1/2 | Semifinales | F | Finales |

| Julio/agosto de 2021 | 24 Sáb | 25 Dom | 26 Lun | 27 Mar | 28 Mié | 29 Jue | 30 Vie | 31 Sáb | 01 Dom | 02 Lun |
| -------------------- | ------ | ------ | ------ | ------ | ------ | ------ | ------ | ------ | ------ | ------ |
| Individual masculino | FG     | FG     | FG     | FG     | FG     | 1/8    |        | 1/4    | 1/2    | F      |
| Individual femenino  | FG     | FG     | FG     | FG     | FG     | 1/8    | 1/4    | 1/2    | F      |        |
| Dobles masculino     | FG     | FG     | FG     | FG     |        | 1/4    | 1/2    | F      |        |        |
| Dobles femenino      | FG     | FG     | FG     | FG     |        | 1/4    |        | 1/2    |        | F      |
| Dobles mixto         | FG     | FG     | FG     | FG     | 1/4    | 1/2    | F      |        |        |        |

## Medallistas

### Masculino
| Evento                   | Oro                                    | Plata                                            | Bronce                               |
| ------------------------ | -------------------------------------- | ------------------------------------------------ | ------------------------------------ |
| Individual (2 de agosto) | Viktor Axelsen · Dinamarca             | Chen Long · República Popular China              | Anthony Sinisuka Ginting · Indonesia |
| Dobles (31 de julio)     | Lee Yang · Wang Chi-Lin · China Taipéi | Li Junhui · Liu Yuchen · República Popular China | Aaron Chia · Soh Wooi Yik · Malasia  |

### Femenino
| Evento                   | Oro                                         | Plata                                               | Bronce                                       |
| ------------------------ | ------------------------------------------- | --------------------------------------------------- | -------------------------------------------- |
| Individual (1 de agosto) | Chen Yufei · República Popular China        | Tai Tzu-Ying · China Taipéi                         | Pusarla Sindhu · India                       |
| Dobles (2 de agosto)     | Greysia Polii · Apriyani Rahayu · Indonesia | Chen Qingchen · Jia Yifan · República Popular China | Kim So-Yeong · Kong Hee-Yong · Corea del Sur |

### Mixto
| Evento               | Oro                                                   | Plata                                                 | Bronce                                  |
| -------------------- | ----------------------------------------------------- | ----------------------------------------------------- | --------------------------------------- |
| Dobles (30 de julio) | Wang Yilyu · Huang Dongping · República Popular China | Zheng Siwei · Huang Yaqiong · República Popular China | Yuta Watanabe · Arisa Higashino · Japón |

## Medallero
| Núm. | País                    | Oro | Plata | Bronce | Total |
| ---- | ----------------------- | --- | ----- | ------ | ----- |
| 1    | República Popular China | 2   | 4     | 0      | 6     |
| 2    | China Taipéi            | 1   | 1     | 0      | 2     |
| 3    | Indonesia               | 1   | 0     | 1      | 2     |
| 4    | Dinamarca               | 1   | 0     | 0      | 1     |
| 5    | Corea del Sur           | 0   | 0     | 1      | 1     |
| 5    | India                   | 0   | 0     | 1      | 1     |
| 5    | Japón                   | 0   | 0     | 1      | 1     |
| 5    | Malasia                 | 0   | 0     | 1      | 1     |
|      | TOTAL                   | 5   | 5     | 5      | 15    |